# Olympische Winterspiele 1984/Teilnehmer (Costa Rica)
| Gelbes Symbol für Goldmedaillen mit stilisierten Olympischen Ringen | Graues Symbol für Silbermedaillen mit stilisierten Olympischen Ringen | Braundes Symbol für Bronzemedaillen mit stilisierten Olympischen Ringen |
| ------------------------------------------------------------------- | --------------------------------------------------------------------- | ----------------------------------------------------------------------- |
| —                                                                   | —                                                                     | —                                                                       |

Costa Rica nahm an den Olympischen Winterspielen 1984 in Sarajevo mit drei Sportlern und in drei Sportarten teil.

## Teilnehmer nach Sportarten

### Ski Alpin
- Arturo Kinch
Riesenslalom → 67. (+1 min 9,93 s)
- Eduardo Kopper
Riesenslalom → 65. (+1 min 5,40 s)
Slalom → 45. (+1 min 3,92 s)

### Ski Nordisch
- Arturo Kinch
15 km → 79.
30 km → disqualifiziert

### Biathlon
- Hernán Carazo
10 km Sprint → DNF
20 km Einzel → 61. (2:24:54,9 h – 11 Fehlschüsse)